# Татищево (деревня, Дмитровский городской округ)
Татищево — деревня в Дмитровском районе Московской области, в составе городского поселения Дмитров. Население — 410 чел. (2010). 
До 2006 года Татищево входило в состав Орудьевского сельского округа.

## Расположение
Деревня находится возле автомобильной трассы А104 (Москва — Дмитров — Дубна) на восточном берегу канала имени Москвы.  Расположена в центральной части района у северной окраины промышленного микрорайона «Каналстрой» с железнодорожной станцией Каналстрой. 
Также ближайшие населённые пункты — Ивашево на севере, Шелепино на северо-востоке. На западе через канал — Посёлок фабрики Первое Мая и Посёлок опытного хозяйства центральной торфо-болотной опытной станции.
Татищево находится на переходной зоне между отрогами Клинско-Дмитровской гряды и начинающейся Верхневолжской низменностью.
В пойме реки Яхромы ранее располагалось Татищевское болото площадью 655 гектаров, глубиной 4,3 метра и объёмом торфа около 388,5 тыс. м³ и небольшое Татищевское озеро глубиной 20—21 м (сейчас это Татищевское расширение канала имени Москвы). Однако интенсивная разработка торфа для топлива и строительство канала имени Москвы изменили ландшафт.

## История

### Ранняя история
В XVI веке также называлось селом Константиновым и входило в Повельский стан. Название произошло от фамилии Татищевых, распространённой в XVI веке. В 1517 году село Константиново принадлежало братьям Пересветовым — родственникам Татищевых. В 1573 году село подарено во владение Троице-Сергиевого монастыря. В 1613 году Борис Григорьевич Матусов снова отдаёт Татищево во владение Троице-Сергиевого монастыря. В XVI—XVII веках к Татищевской вотчине относились деревни: Синцово, Олексино с пустошами, а также село Борисово (не дмитровское возле деревни Митькино).
Вероятно, вотчина была разорена в начале XVI века при Польско-литовском нашествии. Константиново теряет статус села (уничтожена церковь),  а ближайшие деревни были уничтожены и больше не восстанавливались.
До 1764 года Татищево принадлежит Троицкому монастырю. В 1764 году в ходе секуляризационной реформы, принадлежащие Троице-Сергиевому монастырю село Подчерково с деревнями Татищево, Теряево и Жестылево, перешли в Государственную коллегию экономии.
Бывшие церковные владения образовали экономическую Подчёрковскую волость.
В 1785 году в Татищево числится 30 мишурных станов, на которых ткут позумент для продажи в Москву. Для Экономического ведомства (коллегии экономии) в Дмитровском уезде — это наибольшее количество станов в населённом пункте.
В деревне Татищево Подчёрковской волости числились: на 1811 год — 131 мужчина, на 1834 год — 134 мужчины, на 1852 год — 154 мужчины, 146 женщин на 42 двора.
В 1890—1912 годах в деревне работало несколько небольших фабрик по производству позумента и бахромы. В 1906 году открывается начальная земская школа.
Так же была мощённая булыжником центральная улица деревни на всём её протяжении (из Дмитрова в сторону Запрудни).

### Советское время. Строительство канала им. Москвы

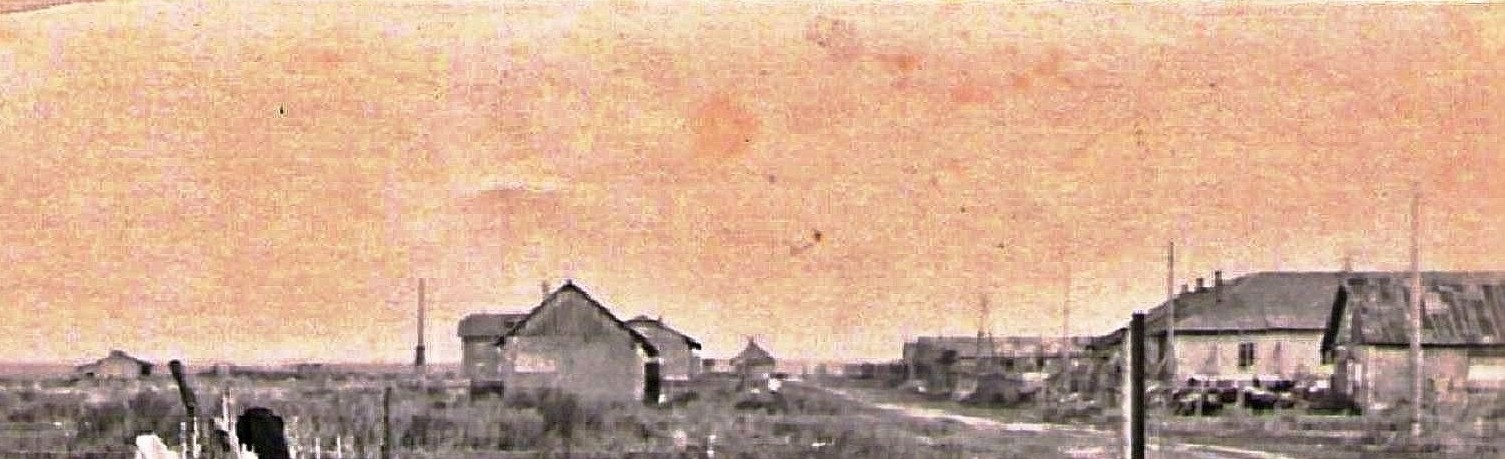
Посёлок Прядильно-ткацкой фабрики в Татищево. 1950 г.

Центр Татищевского сельсовета Дмитровской волости Дмитровского уезда Московской губернии на 1918 год, который в 1923 году в результате укрупнения вошёл в состав Подчёрковского сельсовета.
Как и по всей стране происходит объединение небольших хозяйств в одно предприятие, так и произошло с несколькими фабриками по производству позумента и бахромы. Объединённое предприятия занялось ткачеством.
Само поселение Татищево в советское время образовалось из двух поселений. Сама деревня Татищево, которая расположена с севера на юг. И посёлок прядильно-ткацкой фабрики, примкнувший к северной части и располагающийся с запада на восток. 
События, связанные с постройкой канала Москва — Волга в 1932—1937 годах сильно повлияли на деревню. В северной части деревни, почти около железной дороги, расположился один из лагерей с заключёнными Дмитлага. Жили они в бараках, которые построили сами же. А для начальства были построены два двухэтажных дома из бруса на северной окраине деревни.
После ликвидации лагеря здания (три барака и два дома) заняли работники ткацкой фабрики. 
С началом Великой Отечественной войны лагерь заполнили военнопленные. Был образован лагерь военнопленных, который просуществовал до конца войны. Пленные югославы и немцы работали на Дмитровской фрезерном заводе.

## Прядильно-ткацкая фабрика
Но самое крупное предприятие — это прядильно-ткацкая фабрика, которой долгое время ( 1938—1950 гг.) руководил большевик Козлов Т. Е. и на которой работало большинство населения деревни. Часть артелей продолжали сосуществовать и после войны. А вот ткацкую фабрику постепенно преобразовали в швейную фабрику, первым директором был Смирнов С. С., (1953—1954 гг.), где шили нижнее бельё для мужчин и женщин. С приходом на пост директора фабрики Цветкова В. Ф., началось строительство швейного производства в Дмитрове, куда и переехала фабрика получившей название «Юность».
Старожилы Татищево рассказывают, что самой деревне коренными считаются: Слёзкины, Ефановы, Балаберниковы, Фроловы, Сорокины, Кириловы. Фамилии разные, но все они имеют какие-то родственные отношения. А вот фабричная часть населения очень разношёрстная и, в большинстве своём, приезжие.
Как и по всей России семьи были многодетными по семь и больше детей и часто последние дети были ровесниками своих племянников, детей старших сестёр и братьев. У фабричной части населения меньше детей, но и здесь имели по три-четыре ребёнка. Поэтому в северной части деревни были ясли и детский сад.

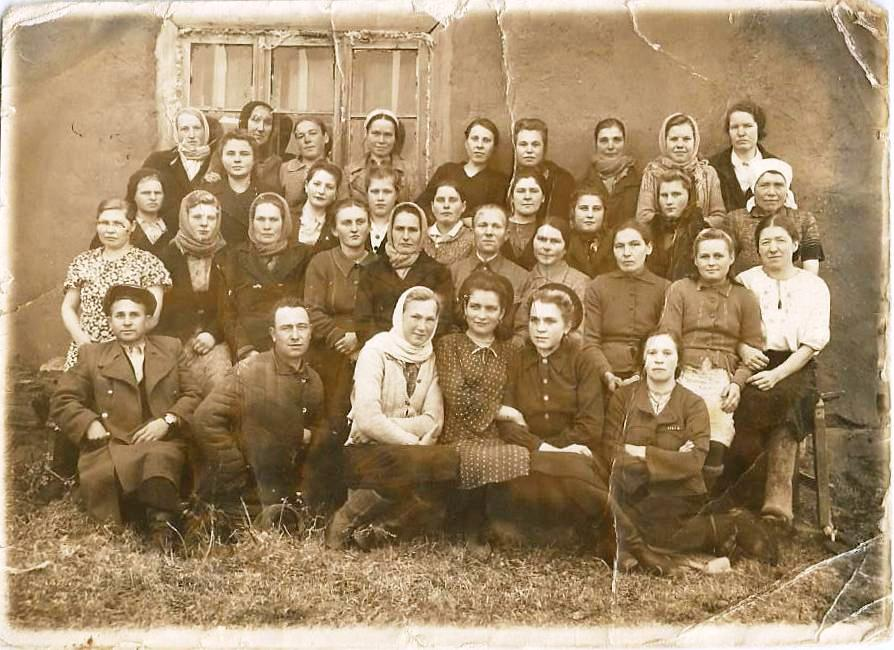
Передовики производства Татищевской прядильно-ткацкой фабрики. 1947—1948 г.

Особых достопримечательностей поселение не имело, но был клуб, начальная школа, фельдшерский пункт, библиотека,  и, пожалуй самое интересное место, это железнодорожная станция и вокзал со своим буфетом.
До 1960 года Татищево имело свою железнодорожную станцию, которая так и называлась, и располагалась она в ста метра от переезда в сторону Савёлово. Построенную в 1940 году станцию Каналстрой электрифицировали в 1960 году и на ней было открыто пассажирское движение. После электрификации и открытии пассажирского движения на станции Каналстрой станцию Татищево закрыли.
Снабжение как и положено московское, а так как другого сообщения даже с Дмитровом не было.
Правда была остановка автобуса, где останавливались два маршрута: Дмитров — Запрудня и Дмитров — Иваньково, которое потом переименовали в Дубну, но ходили они редко. Запрудненский автобус три раза, а иваньковский два раза в сутки, поэтому вокзал всегда был людным местом, поезда проходили часто: Москва — Ленинград, Москва — Рыбинск, Москва — Савёлово и, естественно, в обратную сторону. Так что уехать в Москву было легко, и у вокзала всегда толпился народ и конные упряжки и зимой и летом съезжались со всей округи. Но с переходом на электротягу произошла реконструкция на железной дороге, вокзал ликвидировали да и автобусное сообщение изменилось. Появился маршрут Татищево — Яхрома дети стали ездить в школу в город и школа закрылась.

### Татищевское торфопредприятие. Ткацкая фабрика
А также в северной стороне деревни долго сосуществовало предприятие по заготовке отопительного торфа. Сейчас на этом месте автомобильная развязка моста через канал. 
На бывших 1-м и 4-м участках торфопредприятия (по другую сторону канала) сейчас находится посёлок Татищевского торфопредприятия.
Сейчас в Татищево на северо-востоке бывшая территория фабрики «Юность», представляет собой промышленную площадку для различных предприятий.

### Новейшая история

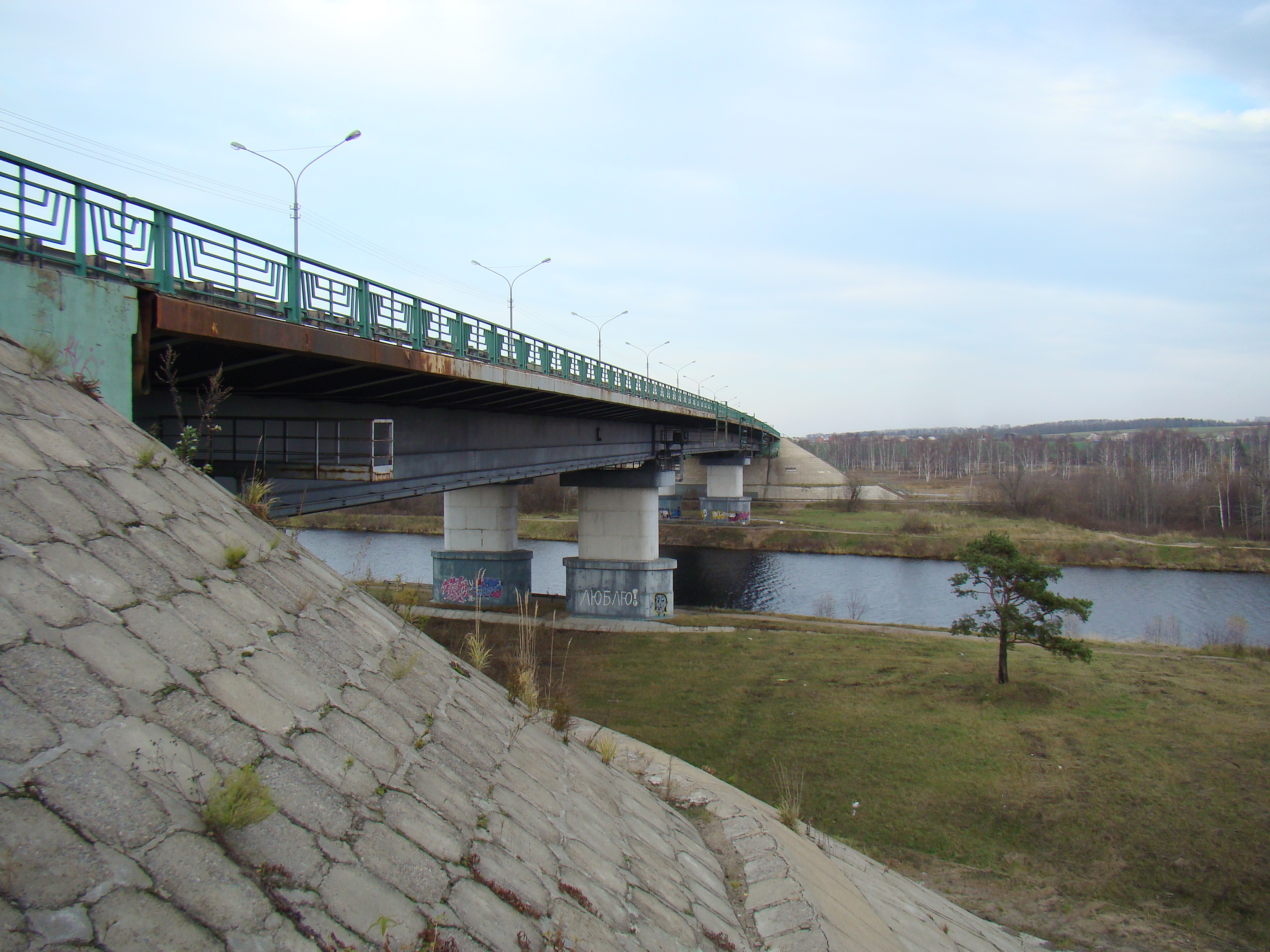
Автомобильный мост через канал им. Москвы возле деревни Татищево

В 1995—1998 годах был построен 2-полосный автомобильный мост через канал имени Москвы (Татищевский мост), обеспечивший объезд города Дмитрова с севера и давший возможность безтранзитного следования автотранспорта к западу от города. В 2010—2015 годах мост был расширен ещё на две полосы. Мост соединил земли, в своё время разделённые каналом.
В 2014 году было завершено строительство объездного участка дороги от Татищевского (северного) моста через канал в восточном направлении на Московское большое кольцо мимо Дмитрова с выездом в районе деревни Поддубки. Участок дороги разгрузил Дубнинскую улицу возле деревни, также Профессиональную улицу, Ковригинское шоссе Дмитрова.

## Население
| 1859 | 1886 | 1890 | 1899 | 1926 | 2002 | 2006 | 2010 |
| ---- | ---- | ---- | ---- | ---- | ---- | ---- | ---- |
| 329  | ↘309 | ↗370 | ↗375 | ↗572 | ↘376 | ↘353 | ↗410 |